# Vektorprocesszor
A vektorprocesszor vagy tömbprocesszor egy olyan processzor (CPU) amelynek utasításkészlete egydimenziós tömbökben – vektorokban – tárolt adatokon végezhető utasításokat tartalmaz. Ezzel ellentétben a skalár processzor utasításai különálló adategységeken végeznek műveleteket. A vektorprocesszorok igen nagy mértékben képesek növelni a teljesítményt bizonyos feladattípusok számítása során, nevezetesen a numerikus szimulációk és hasonló feladatok körében. Vektoros gépek már az 1970-es évek elején megjelentek és ez az elv az 1970-es évektől egészen az 1990-es évekig szinte uralkodóvá vált a szuperszámítógép-tervekben, különösen a Cray platformhoz tartozó gépekben. A hagyományos mikroprocesszor-kialakítások teljesítmény-ár arányának gyors növekedése vezetett a vektoros szuperszámítógépek hanyatlásához az 1990-es évek vége felé.
Manapság a legtöbb, kereskedelemben kapható CPU olyan architektúrával rendelkezik, amelyben megtalálható a több adatot tartalmazó, vektorizált adathalmazon végezhető vektoros feldolgozás valamilyen formája – az eljárás tipikusan SIMD (Single Instruction, Multiple Data) néven ismert. Ennek közismert példái a VIS a SPARC V9 processzorokban, az MMX, SSE és AVX az x86, vagy az AltiVec a Power Architektúrában, illetve NEON és SVE ARM architektúrában. A vektoros feldolgozási technikák megtalálhatók a videójáték-konzolok hardverében és grafikai gyorsítókban is. 2000-ben az IBM, a Toshiba és a Sony együttműködés megalkotta a Cell processzort, amely egy skalár processzort és nyolc vektorprocesszort tartalmaz; ezt a processzort többek között a Sony PlayStation 3-ban alkalmazták.
Egyéb CPU tervekben olyan utasításokkal is találkozhatunk, amelyek egynél több utasítást képesek elvégezni több vektorizált adathalmazon, erre az elvre alkalmazzák a MIMD (Multiple Instruction, Multiple Data, „több utasítás-, több adatfolyam”) elnevezést, és ennek gyakorlati megvalósítása a VLIW. Az ilyen kialakítások gyakran nem általános célú számítógépek, hanem egy speciális feladatra kialakított dedikált eszközök. A Fujitsu FR-V VLIW/vektorprocesszor mindkét technológiát kombinálja.

## Fordítás
Ez a szócikk részben vagy egészben  a   Vector processor című angol Wikipédia-szócikk ezen változatának fordításán alapul.  Az eredeti cikk szerkesztőit annak laptörténete sorolja fel. Ez a jelzés csupán a megfogalmazás eredetét és a szerzői jogokat jelzi, nem szolgál a cikkben szereplő információk forrásmegjelöléseként.